# Bundesstrasse 59
Bundesstrasse 59 är en förbundsväg i Nordrhein-Westfalen, Tyskland. Vägen går ifrån Mönchengladbach till Köln via bland annat Grevenbroich. Vägen har anslutning till följande motorvägar A1, A44, A46 och A540.